# Grand Prix Formule 1 van Zuid-Afrika
De Grand Prix van Zuid-Afrika was een race uit de Formule 1-kalender die tussen 1962 en 1993 drieëntwintig keer gehouden werd. De race van 1985 werd geboycot door Renault, Ligier en Zakspeed naar aanleiding van de groeiende internationale kritiek op het apartheidsregime. Het was de laatste Zuid-Afrikaanse grand prix onder het regime. Nadat apartheid verdwenen was keerde de Formule 1 terug naar Zuid-Afrika in 1992 en 1993 waarna de grand prix opnieuw van de kalender verdween.
Jim Clark is met vier overwinningen recordhouder van de grand prix, hij won drie kampioenschapsraces en de grand prix van 1961, die weliswaar niet meetelde voor het kampioenschap. Niki Lauda won de race drie keer.

## Winnaars van de Grands Prix
- Een roze achtergrond geeft aan dat deze race een niet-kampioenschapsronde in de Formule 1 was vanaf 1950.
- In 1960 werden er twee Grands Prix in Zuid-Afrika verreden.

| Jaar        | Coureur                   | Constructeur              | Circuit                   | Verslag                   |
| ----------- | ------------------------- | ------------------------- | ------------------------- | ------------------------- |
| 1993        | Alain Prost               | Williams-Renault          | Kyalami                   | Verslag                   |
| 1992        | Nigel Mansell             | Williams-Renault          | Kyalami                   | Verslag                   |
| 1991 - 1986 | Grand Prix niet verreden. | Grand Prix niet verreden. | Grand Prix niet verreden. | Grand Prix niet verreden. |
| 1985        | Nigel Mansell             | Williams-Honda            | Kyalami                   | Verslag                   |
| 1984        | Niki Lauda                | McLaren-TAG               | Kyalami                   | Verslag                   |
| 1983        | Riccardo Patrese          | Brabham-BMW               | Kyalami                   | Verslag                   |
| 1982        | Alain Prost               | Renault                   | Kyalami                   | Verslag                   |
| 1981        | Carlos Reutemann          | Williams-Ford             | Kyalami                   | Verslag                   |
| 1980        | René Arnoux               | Renault                   | Kyalami                   | Verslag                   |
| 1979        | Gilles Villeneuve         | Ferrari                   | Kyalami                   | Verslag                   |
| 1978        | Ronnie Peterson           | Lotus-Ford                | Kyalami                   | Verslag                   |
| 1977        | Niki Lauda                | Ferrari                   | Kyalami                   | Verslag                   |
| 1976        | Niki Lauda                | Ferrari                   | Kyalami                   | Verslag                   |
| 1975        | Jody Scheckter            | Tyrrell-Ford              | Kyalami                   | Verslag                   |
| 1974        | Carlos Reutemann          | Brabham-Ford              | Kyalami                   | Verslag                   |
| 1973        | Jackie Stewart            | Tyrrell-Ford              | Kyalami                   | Verslag                   |
| 1972        | Denny Hulme               | McLaren-Ford              | Kyalami                   | Verslag                   |
| 1971        | Mario Andretti            | Ferrari                   | Kyalami                   | Verslag                   |
| 1970        | Jack Brabham              | Brabham-Ford              | Kyalami                   | Verslag                   |
| 1969        | Jackie Stewart            | Matra-Ford                | Kyalami                   | Verslag                   |
| 1968        | Jim Clark                 | Lotus-Ford                | Kyalami                   | Verslag                   |
| 1967        | Pedro Rodríguez           | Cooper-Maserati           | Kyalami                   | Verslag                   |
| 1966        | Mike Spence               | Lotus-Climax              | Prince George             | Verslag                   |
| 1965        | Jim Clark                 | Lotus-Climax              | Prince George             | Verslag                   |
| 1964        | Grand Prix niet verreden. | Grand Prix niet verreden. | Grand Prix niet verreden. | Grand Prix niet verreden. |
| 1963        | Jim Clark                 | Lotus-Climax              | Prince George             | Verslag                   |
| 1962        | Graham Hill               | BRM                       | Prince George             | Verslag                   |
| 1961        | Jim Clark                 | Lotus-Climax              | Prince George             | Verslag                   |
| 1960        | Stirling Moss             | Porsche                   | Prince George             | Verslag                   |
| 1960        | Paul Frère                | Cooper-Climax             | Prince George             | Verslag                   |
| 1959 - 1940 | Grand Prix niet verreden. | Grand Prix niet verreden. | Grand Prix niet verreden. | Grand Prix niet verreden. |
| 1939        | Luigi Villoresi           | Maserati                  | Prince George             | Verslag                   |
| 1938        | Buller Meyer              | Riley                     | Prince George             | Verslag                   |
| 1937        | Pat Fairfield             | ERA                       | Prince George             | Verslag                   |
| 1936        | Mario Massacuratti        | Bugatti                   | Prince George             | Verslag                   |
| 1935        | Grand Prix niet verreden. | Grand Prix niet verreden. | Grand Prix niet verreden. | Grand Prix niet verreden. |
| 1934        | Whitney Straight          | Maserati                  | Prince George             | Verslag                   |

1960 · 1960 II · 1961 · 1962 · 1963 · 1965 · 1966 · 1967 · 1968 · 1969 · 1970 · 1971 · 1972 · 1973 · 1974 · 1975 · 1976 · 1977 · 1978 · 1979 · 1980 · 1981 · 1982 · 1983 · 1984 · 1985 · 1992 · 1993